# John Postley
John R. Postley (30 maggio 1940 – Filadelfia, 31 luglio 1970) è stato un cestista statunitense, professionista nella EPBL e nella ABA.

## Carriera
Dopo la carriera universitaria al Bethune-Cookman College, disputò una partita nella ABA nel 1967-68, segnando 2 punti.
Morì per un attacco di cuore durante una partita della lega pro-am.